# August Friedrich Bloch
August Friedrich Bloch, geboren als Abraham Bloch (* 4. November 1780 oder 1781 in Teplitz; † 10. Mai 1866 in Berlin) war ein deutscher Kaufmann und Präsident der Preußischen Seehandlung.

## Leben
Als Kaufmann war August Friedrich Bloch im Warenhandel zwischen Königsberg (Preußen) und Berlin erfolgreich, geriet ab 1810 wegen eines staatlichen Eingriffs mit Rückwirkung in die Preisbildung bzw. Kalkulation in Insolvenz. Er wurde daher aus der preußischen Staatskasse bis 1818 wiederholt finanziell unterstützt. Als seine Rechtsmittel gegen den Eingriff von Gerichten endgültig abgewiesen wurden, wurde er 1819 durch Vermittlung von Karl August von Hardenberg zunächst Agent des Preußischen Schatzministeriums. Auf weitere Verwendung preußischen Finanzpolitikers Christian (von) Rother wurde er später überdies Agent der Preußischen Schuldenverwaltung wie auch der Seehandlungsgesellschaft. 1830 bis 1847 war er weiterhin Agent des Hauses Schickler. 1848 wurde er als Nachfolger Rothers zum Präsidenten der Seehandlung ernannt und übte dieses bis 1854 aus. In seine Amtszeit fällt die Desinvestition eines großen Teils der Industriesparte der Seehandlung, die durch diese Liquiditätsverbesserung stabilisiert und zu einem reinen Bank- und Handelshaus wurde. Diese 1845 eingeleitete Restrukturierung verbunden mit dem nachfolgenden Abbau der Warenhandelsaktivitäten war von grundlegender Bedeutung für ihre spätere Entwicklung zur Preußischen Staatsbank. Sein Nachfolger als Präsident der Seehandlung wurde Otto von Camphausen.
Bloch war Mitglied der Gesellschaft der Freunde in Berlin.

## Familie
Bloch nahm 1816 mit seiner Taufe die Vornamen August Friedrich an. Er heiratete 1816 Charlotte Sophie Löwe, geboren als Sara Leo; sie war die Tante des Shakespeare-Forschers, Dichters, Übersetzers und Philanthropen Friedrich August Leo (1820–1898).

## Auszeichnungen
- Ehrenbürger der Hansestadt Lübeck (1850)
- Roter Adlerorden, 3. Klasse (1853)[2]

## Trivia
In der Lebensverfilmung Christian von Rothers 1986 für die ARD unter dem Titel Christian Rother - Bankier für Preußen wird auch sein Mitarbeiter August Friedrich Bloch in einer tragenden Rolle berücksichtigt.